# Vinglas

Rödvinsglas

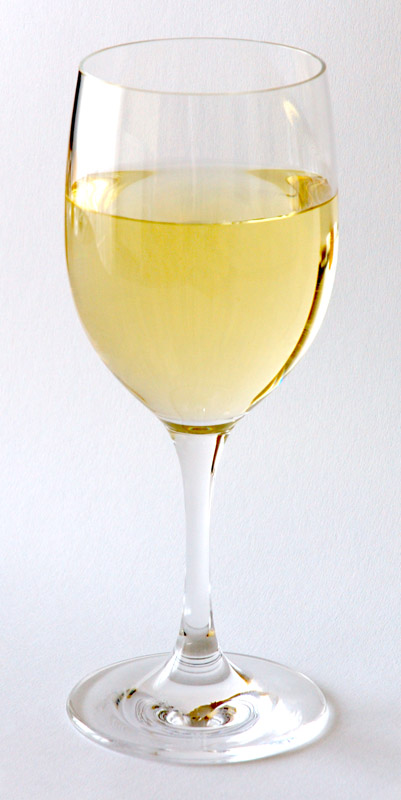
Vitvinsglas

1600-tals vinglas

Vinglas är servisglas (ett dryckeskärl) som används för att dricka eller prova vin. Det består i allmänhet av tre delar: kupa, stjälk och fot. Stjälken finns för att göra det möjligt att hålla i glaset utan att vidröra kupan, vilket skulle leda till att vinet värms upp av kroppstemperaturen. Således anses det korrekta sättet att hantera ett vinglas vara att hålla i stjälken eller foten, aldrig i kupan. Kupan är ofta snävare upptill för att koncentrera vinets aromer så att de kan uppfattas tydligare när man luktar på vinet.
Vinglas är vanligen tillverkade av någon typ av glas, men begreppet vinglas brukar användas även i de fall kärlet är tillverkat av plast. Högklassiga vinglas är ofta kristallglas och kan i vissa fall vara munblåsta.
Vinglasets utformning påverkar aromupplevelsen av ett vin, och därför finns det ett antal olika typer av vinglas som är avsedda för olika typer av viner. Vissa tillverkare, till exempel österrikiska Riedel, erbjuder en mycket stor mängd olika vinglas, som skall vara särskilt avpassade för viner från en viss region eller på en viss druvsort. I huvudsak kan dock fyra typer av vinglas urskiljas:
- Rödvinsglas
- Vitvinsglas
- Champagneglas (glas för mousserande vin)
- Provningsglas

I allmänhet gäller att rödvinsglas är större än vitvinsglas, och att champagneglas ges en väsentligt annorlunda utformning än de övriga glasen. Provningsglasen är avsedda för att ge en bra upplevelse av ett vin vid vinprovning, där den serverade mängden brukar vara märkbart mindre än vid en måltid. Provningsglas är oftast tulpan- eller klockformade och det finns även standardiserade provningsglas i form av ISO-glas.